# Francis Thonippara
Francis Assisi Thonippara CMI (* 7. November 1953 in Keezhoor) ist ein indischer Ordensgeistlicher und Kirchenhistoriker.

## Leben
Francis Thonippara trat der Ordensgemeinschaft der Karmeliten bei und erwarb nach seiner theologischen Ausbildung an der Gregoriana 1995 das kirchenhistorische Doktorat an der Pontificia Universitas Gregoriana. 2000 wurde er außerordentlicher Professor, 2007 ordentlicher Professor für Kirchengeschichte am Dharmaram Vidya Kshetram (Pontifical Athenaeum of Philosophy, Theology and Canon Law) in Bengaluru.
2019 ernannte ihn Papst Franziskus zum Mitglied des Päpstlichen Komitees für Sozialwissenschaften. Diese Ernennung verlängerte Franziskus im August 2024 um weitere fünf Jahre. Derzeit lehrt Thonippara in Namibia. Er ist Mitglied mehrerer nationalen und internationalen Wissenschaftsgesellschaften. Thonippara hat als Autor und Herausgeber mehrere Bücher publiziert und zahlreiche wissenschaftliche Beiträge in Fachzeitschriften, Bücher und Enzyklopädien veröffentlicht.
Er hat das 1934 verfasste Werk The Malabar Church and Rome des jesuitischen Historikers und deutschen Missionstheologen Georg Schurhammer SJ wiederveröffentlicht. Ebenso veröffentlichte er das 1924 erschienene Werk Brief Sketch of the History of the St Thomas Christians von Fr. Bernard of St. Thomas, T.O.C.D.

## Schriften (Auswahl)
Autor
- Saint Thomas Christians of India. A period of struggle for unity and self-rule (1775–1787). Pontificia Universitas Gregoriana, Bangalore, 1999, OCLC 833826217.
- Dimensions of Christian religion. Dharmaram Publications, Bengaluru 2019, ISBN 93-84964-97-2.
- Syro-Malabar Church and the Restoration of the all India Jurisdiction. Dharmaram Publications, Bengaluru 2019 OCLC 1111659914.
- Catholic contribution to the Indian history, society and culture : 19th and 20th centuries. Mit Sunny Maniakkunnel. Dharmaram Publications, Bengaluru 2019, ISBN 978-93-84964-90-0.

Herausgeber
- Kodakanady Family History, Mannakkanad, 2011
- he Imapact of Orientalium Ecclsiarum (O.E) on the Eastern Catholic Churches in India, Dharmaram Publications, 2016
- History of Dharmaram College, Dharmaram Publications, 2017
- Catholic Contribution to the Indian History, Society and Culture, Dharmaram Publications, 2018
- Ascend to Holiness: Festschrift in Honour of Dr. Thomas Kalayil, CMI, Dharmaram Publications, 2018
- Georg Schurhammer SJ: The Malabar Church and Rome, Dharmaram Publications, 2019 (Wiederveröffentlichung von Ausgabe 1934)
- Bernard of St. Thomas TOCD: Brief Sketch of the History of the St Thomas Christians, Dharmaram Publications, 2019 (Wiederveröffentlichung von Ausgabe 1924)

Artikel
- Propaganda Fide - Four Hundred Years Missionary Presente in India: an Overview. Zeitschrift für Missionswissenschaft und Religionswissenschaft, 2022, 106 1/4, S. 348–361.
- Christian Understanding of History. Jeevadhara, 2002, 32/191, S. 363–375.